# Scenskola
Scenskola, skola för yrkesutbildning av skådespelare m.fl. yrkesgrupper, ofta anordnad vid teater, operahus eller annan kulturinstitution.
I Sverige syftar begreppet "scenskola" i första hand till de fyra akademiska teaterutbildningar som ligger i Stockholm, Göteborg, Malmö och Luleå. De tre förstnämnda hette före 1986 Statens scenskola. 

## Sveriges teaterhögskolor
- Stockholms dramatiska högskola (tidigare Teaterhögskolan i Stockholm, Dramatens elevskola)
- Högskolan för scen och musik vid Göteborgs universitet
- Teaterhögskolan i Malmö (Lunds universitet)
- Teaterhögskolan i Luleå (Luleå tekniska universitet)

## Sveriges övriga teaterskolor
- Skara Skolscen
- Calle Flygare Teaterskola
- Stockholms Elementära Teaterskola
- Boulevardteatern
- Wendelsbergs teater och skolscen

## Kända scenskolor internationellt
- Juilliard School
- Actors Studio Drama School vid Pace University